# Britt Janyk
Britt Janyk (ur. 21 maja 1980 w Vancouver) – kanadyjska narciarka alpejska.

## Kariera
Po raz pierwszy na arenie międzynarodowej pojawiła się 20 listopada 1995 roku w Mt. Norquay, gdzie w zawodach FIS Race nie ukończyła pierwszego przejazdu w slalomie. W 1997 roku wystartowała na mistrzostwach świata juniorów w Schladming, gdzie zajęła 6. miejsce supergigancie, 13. w zjeździe i 27. miejsce w gigancie. Jeszcze trzykrotnie startowała na imprezach tego cyklu, zajmując między innymi czwarte miejsce w gigancie i piąte w slalomie podczas mistrzostw świata juniorów w Québecu w 2000 roku.
W zawodach Pucharu Świata zadebiutowała 31 października 1999 roku w Tignes, gdzie nie ukończyła pierwszego przejazdu giganta. Pierwsze pucharowe punkty wywalczyła 19 grudnia 2000 roku w Sestriere, zajmując ósme miejsce w gigancie. Na podium zawodów PŚ po raz pierwszy stanęła 1 grudnia 2007 roku w Lake Louise, kończąc zjazd na trzeciej pozycji. W zawodach tych wyprzedziły ją jedynie Lindsey Vonn z USA i Austriaczka Renate Götschl. W kolejnych startach jeszcze jeden raz stanęła na podium: 8 grudnia 2007 roku w Aspen wygrała zjazd. W sezonie 2007/2008, kiedy to w klasyfikacji generalnej zajęła dwunaste miejsce, a w klasyfikacji zjazdu była trzecia.
Wystartowała na igrzyskach olimpijskich w Vancouver w 2010 roku, gdzie zajęła 6. miejsce w zjeździe, 17. w supergigancie i 25. miejsce w gigancie. Była też między innymi czwarta w supergigancie podczas mistrzostw świata w Åre w 2007 roku.
W 2011 roku zakończyła karierę.

## Osiągnięcia

### Igrzyska olimpijskie
| Miejsce | Dzień     | Rok  | Miejscowość | Konkurencja | Czas biegu | Strata | Zwyciężczyni        |
| ------- | --------- | ---- | ----------- | ----------- | ---------- | ------ | ------------------- |
| 6.      | 17 lutego | 2010 | Vancouver   | Zjazd       | 1:44,19    | +2,02  | Lindsey Vonn        |
| 17.     | 20 lutego | 2010 | Vancouver   | Supergigant | 1:20,14    | +2,75  | Andrea Fischbacher  |
| 25.     | 25 lutego | 2010 | Vancouver   | Gigant      | 2:27,11    | +2,68  | Viktoria Rebensburg |

### Mistrzostwa świata
| Miejsce | Dzień     | Rok  | Miejscowość            | Konkurencja     | Czas biegu | Strata | Zwyciężczyni          |
| ------- | --------- | ---- | ---------------------- | --------------- | ---------- | ------ | --------------------- |
| 31.     | 11 lutego | 1999 | Vail/Beaver Creek      | Gigant          | 2:08,54    | +8,79  | Alexandra Meissnitzer |
| DNF1    | 13 lutego | 1999 | Vail/Beaver Creek      | Slalom          | 1:33,97    | -      | Zali Steggall         |
| DNS1    | 7 lutego  | 2001 | St. Anton              | Slalom          | 1:32,95    | -      | Anja Pärson           |
| 23      | 9 lutego  | 2001 | St. Anton              | Gigant          | 2:19,01    | +8,52  | Sonja Nef             |
| DNF1    | 13 lutego | 2003 | Sankt Moritz           | Gigant          | 2:30,97    | -      | Anja Pärson           |
| 26.     | 15 lutego | 2003 | Sankt Moritz           | Slalom          | 1:39,55    | +6,22  | Janica Kostelić       |
| 4.      | 6 lutego  | 2007 | Åre                    | Supergigant     | 1:18,85    | +0,59  | Anja Pärson           |
| 18.     | 9 lutego  | 2007 | Åre                    | Superkombinacja | 1:57,69    | +3,61  | Anja Pärson           |
| 12.     | 11 lutego | 2007 | Åre                    | Zjazd           | 1:26,89    | +1,31  | Anja Pärson           |
| 32.     | 13 lutego | 2007 | Åre                    | Gigant          | 2:31,72    | +5,13  | Nicole Hosp           |
| 17.     | 3 lutego  | 2009 | Val d’Isère            | Supergigant     | 1:20,73    | +3,85  | Lindsey Vonn          |
| DNF     | 9 lutego  | 2009 | Val d’Isère            | Zjazd           | 1:30,31    | -      | Lindsey Vonn          |
| 26.     | 12 lutego | 2009 | Val d’Isère            | Gigant          | 2:03,49    | +4,80  | Kathrin Hölzl         |
| 15.     | 8 lutego  | 2011 | Garmisch-Partenkirchen | Supergigant     | 1:23,82    | +1,60  | Elisabeth Görgl       |
| DNS2    | 11 lutego | 2011 | Garmisch-Partenkirchen | Superkombinacja | 2,43,23    | -      | Anna Fenninger        |
| 15.     | 13 lutego | 2011 | Garmisch-Partenkirchen | Zjazd           | 1:47,24    | +2,11  | Elisabeth Görgl       |
| 28.     | 17 lutego | 2011 | Garmisch-Partenkirchen | Gigant          | 2:20,54    | +5,19  | Tina Maze             |

### Mistrzostwa świata juniorów
| Miejsce | Dzień     | Rok  | Miejscowość | Konkurencja | Czas biegu | Strata | Zwyciężczyni         |
| ------- | --------- | ---- | ----------- | ----------- | ---------- | ------ | -------------------- |
| 13.     | 26 lutego | 1997 | Schladming  | Zjazd       | 1:37,45    | +2,24  | Monika Bergmann      |
| 6.      | 27 lutego | 1997 | Schladming  | Supergigant | 1:19,96    | +2,09  | Karen Putzer         |
| DNF2    | 28 lutego | 1997 | Schladming  | Slalom      | 1:38,88    | -      | Tanja Poutiainen     |
| 27.     | 1 marca   | 1997 | Schladming  | Gigant      | 1:56,82    | +8,72  | Karen Putzer         |
| 18.     | 26 lutego | 1998 | Megève      | Zjazd       | 1:24,41    | +1,62  | Martina Lechner      |
| 11.     | 27 lutego | 1998 | Megève      | Supergigant | 1:06,08    | +1,18  | Martina Lechner      |
| 24.     | 28 lutego | 1998 | Megève      | Slalom      | 1:26,48    | -      | Stefanie Wolf        |
| 11.     | 1 marca   | 1998 | Megève      | Gigant      | 1:54,35    | +2,45  | Anja Pärson          |
| 20.     | 9 marca   | 1999 | Pra Loup    | Slalom      | 1:46,62    | +5,12  | Anja Pärson          |
| 26.     | 10 marca  | 1999 | Pra Loup    | Gigant      | 1:53,82    | +6,90  | Denise Karbon        |
| 35.     | 13 marca  | 1999 | Pra Loup    | Zjazd       | 1:11,09    | +2,59  | Kerstin Reisenhofer  |
| 27.     | 14 marca  | 1999 | Pra Loup    | Supergigant | 1:14,06    | +2,82  | Karin Blaser         |
| 12.     | 21 lutego | 2000 | Québec      | Zjazd       | 1:13,47    | +1,62  | Fränzi Aufdenblatten |
| 9.      | 22 lutego | 2000 | Québec      | Supergigant | 1:18,79    | +1,35  | Kathrin Wilhelm      |
| 4.      | 25 lutego | 2000 | Québec      | Gigant      | 1:55,08    | 1,73   | Anja Pärson          |
| 5.      | 26 lutego | 2000 | Québec      | Slalom      | 1:50,79    | +2,85  | Anja Pärson          |

### Puchar Świata

#### Miejsca w klasyfikacji generalnej
- sezon 2000/2001: 80.
- sezon 2001/2002: 71.
- sezon 2002/2003: 34.
- sezon 2003/2004: 79.
- sezon 2004/2005: 77.
- sezon 2005/2006: -
- sezon 2006/2007: 28.
- sezon 2007/2008: 12.
- sezon 2008/2009: 40.
- sezon 2009/2010: 38.
- sezon 2010/2011: 37.

#### Miejsca na podium w zawodach
1. Lake Louise – 1 grudnia 2007 (zjazd) – 3. miejsce
2. Aspen – 8 grudnia 2007 (zjazd) – 1. miejsce